# Euphaedra christyi
Euphaedra christyi är en fjärilsart som beskrevs av Sharpe 1904. Euphaedra christyi ingår i släktet Euphaedra och familjen praktfjärilar. Inga underarter finns listade i Catalogue of Life.